# Iniistius verrens
 Iniistius verrens és una espècie de peix de la família dels làbrids i de l'ordre dels cipriniformes que es troba des del Japó fins a Taiwan.